# Musuan
Der Vulkan Musuan (auch Calayo) ist ein Lavadom und Tuffkegel auf der südlichen philippinischen Großinsel Mindanao vier Kilometer südlich der Stadt Valencia City und 81 km südöstlich von Cagayan de Oro. Der Musuan ist nur 646 m hoch, hat aber einen Basisdurchmesser von 3 km. Der Vulkan gehört zu den 22 aktiven Vulkanen auf den Philippinen.

## Ausbrüche
Das Philippine Institute of Volcanology and Seismology berichtet von zwei Ausbrüchen des Musuan in den Jahren 1866 und 1867, das Smithsonian Institution’s Global Volcanism Program verzeichnet nur einen möglicherweise phreatischen Ausbruch, der „alles rundum verbrannte“. Der Ausbruch fand wahrscheinlich vier Jahre vor einem Besuch eines Jesuitenpriesters im Jahre 1891 statt, der berichtete, dass er den Vulkan aufgrund starker solfatarischer Aktivität nicht näher untersuchen konnte. 1976 gab es in der Nähe des Musuan einen starken Erdbebenschwarm.